# Музей японского искусства Тикотина
Музей японского искусства Тикотин расположен на вершине горы Кармель в Хайфе (Израиль) и посвящён сохранению, поощрению и экспозиции японского искусства. Это единственный на Ближнем Востоке музей с такой специализацией. Музей был создан в 1959 году по инициативе Феликса Тикотина из Нидерландов при поддержке мэра Хайфы Аббы Хуши.

## История
Феликс Тикотин, архитектор по профессии, был всемирно известным коллекционером и дилером произведений японского искусства. Более чем за сорок лет он собрал свои ценные и редкие коллекции и организовал на их основе выставки японского искусства во многих музеях. Феликс Тикотин был евреем и во время Второй мировой войны бежал от нацистов. Чтобы предотвратить попадание коллекции в руки фашистов, он спрятал её в Голландии. После войны Тикотин решил разместить свою уникальную коллекцию в одном из музеев Израиля, а в 1956 году он приехал в Израиль и осуществил это решение. Во время своего визита в Хайфу он встретился с мэром Аббой Хуши и решил, что коллекция должна оставаться в Хайфе, и что он построит специальный павильон для её экспозиции.
Для организации поддержки и спонсирования своей идеи Тикотин посетил Нидерланды, Швейцарию, Бельгию, Францию, Англию и Японию. Он заручился поддержкой некоторых директоров музеев, учёных и духовных лидеров, таких как Нагатакэ Асано (1895—1965); Тисабуро Ямада (1908—1984) из Токийского университета искусств, который также был выбран в качестве первого директора японского музея в Хайфе; Виктор Судзуки, сын известного дзэнского философа и других. Должность директора музея в период с 1966 по 1992 год исполнял Эли Ланкман, который в 2001 году получил приз от японского правительства.
18 мая 1958 года на заседании муниципалитета Хайфы было принято решение о приобретении «Киш Хаус» и окружающего его земельного участка. Дом был построен Фредериком Кишем, который в период с 1923 по 1931 год исполнял обязанности председателя Сионистского рабочего комитета Израиля и главы Государственного департамента. Киш жил в доме с 1934 по 1939 год. Командир инженерной бригады 8-й британской армии Фредерик Киш погиб в апреле 1943 года в одном из сражений Североафриканской кампании. В Киш Хаус по-прежнему расположены офисы музея, библиотека, творческие мастерские и японская комната. В библиотеке, в своем роде крупнейшей в Израиле, хранится около 3000 книг и публикаций, имеющих отношение к японскому искусству и культуре.
Проект японского павильона был утверждён и стартовал в феврале 1959 года со строительством выставочного зала, в соответствии с идеями и планами Феликса Тикотина и под руководством архитектора М. Лева. Выставочный зал был оформлен в японском духе. Просторный, с раздвижными бумажными дверями, ведущими в сад, он гармонично дополнял японскую атмосферу. 25 мая 1960 года выставка работ из коллекции спонсоров ознаменовала открытие музея для широкой публики. В соответствии с пожеланиями Тикотина был назначен попечительский совет музея, который возглавляет сегодня его дочь — Илана Друккер-Тикотин.

## Коллекция
Коллекция музея включает в себя около 7000 предметов искусства и ремёсел — картины, гравюры, рисунки, расписные ширмы, текстильные изделия, древние иллюстрированные тексты, керамику, миниатюрную резьбу (нэцкэ), лаковые миниатюры и работы по металлу, антикварные мечи и функциональные произведения искусства, в основном периода XVII—XIX веков, а также коллекции современного японского искусства. Со временем коллекция увеличилась за счёт частных пожертвований.
Выставки охватывают спектр различных аспектов японской культуры, отображая традиционное и современное искусство и подчеркивая уникальную эстетическую ценность японского искусства. В соответствии с японской традицией, комната мебелируется в соответствии с особыми событиями и определённым сезоном. Следуя этой традиции, экспозицию музея обновляют примерно каждые три месяца, сохраняя общую тему, стиль и эпоху. Выставки сопровождают иллюстрированные каталоги и пояснительные тексты.
В 1982 году японский меценат Рёити Сасакава пожертвовал сумму в полтора миллиона долларов на строительство нового большого крыла музея. Проект был разработан японским архитектором Дзюндзо Ёсимурой совместно с Аль Мансфельдом, архитектором из Хайфы. Крыло музея было открыто в 1995 году и функционирует при финансовой поддержке Фонда Евы Тикотин-Лихт. Ёсимура, один из известных архитекторов Японии, разработал проект Национального музея Нары и Japanese House в Нью-Йорке. Мансфельд известен как архитектор Музея Израиля в Иерусалиме. Новое крыло высотой в два этажа имеет автомобильную парковку и занимает более 1800 квадратных метров. Выставочный зал нового крыла занимает 350 кв.м. и связан с выставочным залом (300 кв.м.) старого здания. Рядом с большим залом расположен малый зал площадью 120 кв.м. На втором этаже в 2000 году была построена акустическая аудитория «Raphael Angel» на 200 мест. К аудитории ведёт специальная лестница. Старое и новое здания гармонично образуют единое целое, в соответствии с японской атмосферой и традициями.

## Образовательная деятельность
Тикотин мечтал о том, чтобы японский музей стал центром по изучению японского искусства и культуры, а также служил цели расширения области познаний израильтян о Японии. Сегодня в учебном филиале музея проводятся семинары по материалам выставок для детей, начиная с дошкольного возраста, для учителей и для других групп. При музее действуют курсы изучения японского языка, каллиграфии и рисунка тушью, икебаны, приготовления пищи, а также проводятся специальные мероприятия для детей. Есть также стилизованные японские комнаты, в которых представлена информация об одежде, еде и быте людей, живущих в Японии.
В музее проводятся различные мероприятия, связанные с искусством и культурой Японии. Это организация тематических лекций, просмотр фильмов; проведение традиционных чайных церемоний, фестивалей и торжественных мероприятий. Многие из этих событий происходят в аудитории «Raphael Angel». В результате своей деятельности музей стал центром поощрения и понимания уникальной японской культуры, способствуя установлению более тесных связей между двумя странами.

## Награды и признание
После повторного открытия в декабре 1995 года в музее насчитывалось около 100 новых экспонатов которые были включены в фонд музея главным экспертом музея, Иланой Зингер. В 2007 году она получила премию Министерства науки и культуры. В 2000 году музей получил специальный приз Японского фонда, который ежегодно присуждается учреждениям за существенный вклад в развитие культурных контактов с Японией. В 2003 году Комитетом по оценке качества выставок и коллекций при Министерстве образования и культуры Израиля музею Тикотина было присвоено почётное второе место (первое — было присвоено Музею Израиля).